# Dein Song
Dein Song – niemiecki konkurs kompozytorski dla dzieci i młodzieży organizowany i emitowany przez stację telewizyjną Kika od 2008 roku. Pierwszy sezon prowadzili Jasmin Wagner i Benedikt Weber, a drugi Bürger Lars Dietrich oraz Jasmin Wagner. Johanna Klum i Bürger Lars Dietrich prowadzą show od trzeciego sezonu.